# Comtat de Veldenz
Veldenz fou un comtat feudal del Sacre Imperi Romanogermànic, a Alemanya.
S'esmenta cap a finals del segle XI a Emic, comte de Kyrburg i Schmidburg, que va morir el 1113.
Gerlach I va ser comte del 1112 al 1146 i van seguir Gerlach II i Gerlach III. Aquest darrer va construir el castell de castell de Lichtenberg. Per herència el comtat va passar al comte de Hohengeroldseck que va repartir els dominis entre els seus fills i així es van formar les línies de Veldenz i de Lichtenberg però aquesta darrera es va extingir a la segona generació.
El 1444 es va extingir la dinastia i va passar a Lluís I el negre duc del Palatinat, línia de Zweibrucken o Deux-Ponts, que va ser comte de Veldenz fins a la seva mort el 1489 i el va succeir el seu fill Alexandre de Zweibrucken i Veldenz, mort el 1513. Llavors els dominis es van repartir entre els dos fills i el Lluís va ser duc palatí de Zweibrucken i Robert comte palatí de Veldenz.
Jordi Joan, fill d'aquest darrer, fou el successor. Va morir el 1692 i va deixar vuit fills, entre ells el comte palatí Jordi Gustau, Anna (casada amb Ricard, duc Palatí de Zweibrucken), Ursula (casada amb Lluís I duc de Wuttemberg), Joan August (casat amb Anna Isabel, filla de Frederic III elector palatí del Rin) i Jordi Joan II (+1654), associat el 1611 al govern pel seu germà i casat amb Susanna filla d'Otó comte palatí de Sulzbach. Jordi Gustau, fou comte del 1592 al 1634 i a la seva mort va deixar 11 fills dels seus matrimonis amb Isabel de Wuttemberg i amb Maria Isabel de Zweibrucken, tots els quals van morir joves menys quatre: Anna que va viure fins als 28 anys i es va casar amb Enric duc de Münsterberg (+1639), dues filles que van morir sense casar-se (Elisabet i Magdalena) i l'hereu Leopold Lluís.
Aquest va governar fins al 1694 deixant 12 fills, dels quals 6 van morir infants i una (Anna Sofia) va morir el 1706 essent monja; dels altres Gustau Felip va morir el 1679, Carles Josep el 1686 i August Leopold el 1689, tots tres sense haver complert 30 anys; Isabel Joana es va casar amb Joan XI príncep de Salm-Kyrburg i Dorotea es va casar amb Gustau Samuel duc Palatí de Zweibrucken però se'n va divorciar el 1718.
En morir Leopold Lluís el 1694 no deixava cap fill viu (només dues filles) i el comtat va tornar a la línia principal de Zweibrucken.

## Comtes de Veldenz
- Gerlach I comte de Veldenz 1112-1146
- Gerlach II 1146-1186
- Gerlach III 1186-1214
- Gerlach IV 1214-1254
- Gerlach V 1254-1260
- Agnes 1260-1277
- Enric I de Hohengeroldseck 1277-1298
- Gualter 1298-1327
- Jordi 1327-1347
- Enric II 1347-1378
- Frederic I 1378-1396
- Enric III 1378-1389
- Enric IV 1389-1393
- Frederic II 1393-1444
- al duc del Palatinat-Zweibrucken 1444

## Comtes de Lichtenberg
- Frederic 1314-1327
- Jordi 1327-1377

## Comtes Palatins de Veldenz
- Lluís I el Negre 1444-1489
- Alexandre 1489-1513
- Lluís II 1513-1532
- Wolfang Jacob 1532-1533
- Robert 1533-1544
- Jordi Joan I 1544-1592
- Jordi Gustau 1592-1634
- Jordi Joan II (associat) 1611-1654
- Leopold Lluís 1634-1694
- Al ducat Palatí de Zweibrucken 1694